# Gowang
Gowang är en ort i Australien. Den ligger i kommunen Warrumbungle Shire och delstaten New South Wales, i den sydöstra delen av landet, omkring 340 kilometer nordväst om delstatshuvudstaden Sydney. Orten hade 27 invånare år 2021.
Närmaste större samhälle är Tooraweenah, omkring 18 kilometer väster om Gowang. 